# Тедескини, Федерико
Федерико Тедескини (итал. Federico Tedeschini; 12 октября 1873, Антродоко, королевство Италия — 2 ноября 1959, Рим, Италия) — итальянский куриальный кардинал и ватиканский дипломат. Апостольский нунций в Испании с 31 марта 1921 по 16 декабря 1935. Титулярный архиепископ Лепанто с 30 апреля 1921 по 16 декабря 1935. Апостольский Датарий с 25 февраля 1938 по 2 ноября 1959. Архипресвитер патриаршей Ватиканской базилики и Префект Священной Конгрегация Преподобного Собора Святого Петра с 14 марта 1939 по 2 ноября 1959. Камерленго Священной Коллегии Кардиналов с 18 февраля 1946 по 10 марта 1947. Кардинал in pectore с 13 марта 1933 по 16 декабря 1935. Кардинал-священник с 16 декабря 1935, с титулом церкви Санта-Мария-делла-Виттория с 18 июня 1936 по 28 апреля 1951. Кардинал-епископ Фраскати с 28 апреля 1951.